# Гудлен
Гудле́н (фр. и брет. Goudelin) — коммуна во Франции, находится в регионе Бретань. Департамент — Кот-д’Армор. Входит в состав кантона Генган. Округ коммуны — Генган.
Код INSEE коммуны — 22065.

## География
Коммуна расположена приблизительно в 400 км к западу от Парижа, в 115 км северо-западнее Ренна, в 21 км к северо-западу от Сен-Бриё.

## Население
Население коммуны на 2016 год составляло 1757 человек.
| 1962 | 1968 | 1975 | 1982 | 1990 | 1999 | 2008 | 2016 |
| ---- | ---- | ---- | ---- | ---- | ---- | ---- | ---- |
| 1145 | 1243 | 1186 | 1267 | 1258 | 1357 | 1616 | 1757 |

## Администрация
| Период | Период | Фамилия       | Партия       | Примечания |
| ------ | ------ | ------------- | ------------ | ---------- |
| 1971   | 2001   | Жан Ле Клеш   |              |            |
| 2001   | 2008   | Арсен Савидан | беспартийный |            |
| 2008   |        | Дидье Морен   | Разные левые | пенсионер  |

## Экономика
В 2007 году среди 907 человек в трудоспособном возрасте (15—64 лет) 681 были экономически активными, 226 — неактивными (показатель активности — 75,1 %, в 1999 году было 65,9 %). Из 681 активных работали 624 человека (327 мужчин и 297 женщин), безработных было 57 (29 мужчин и 28 женщин). Среди 226 неактивных 71 человек были учениками или студентами, 99 — пенсионерами, 56 были неактивными по другим причинам.

## Достопримечательности
- Часовня Нотр-Дам-де-л’Иль (XV век). Исторический памятник с 1913 года[3]

## Фотогалерея

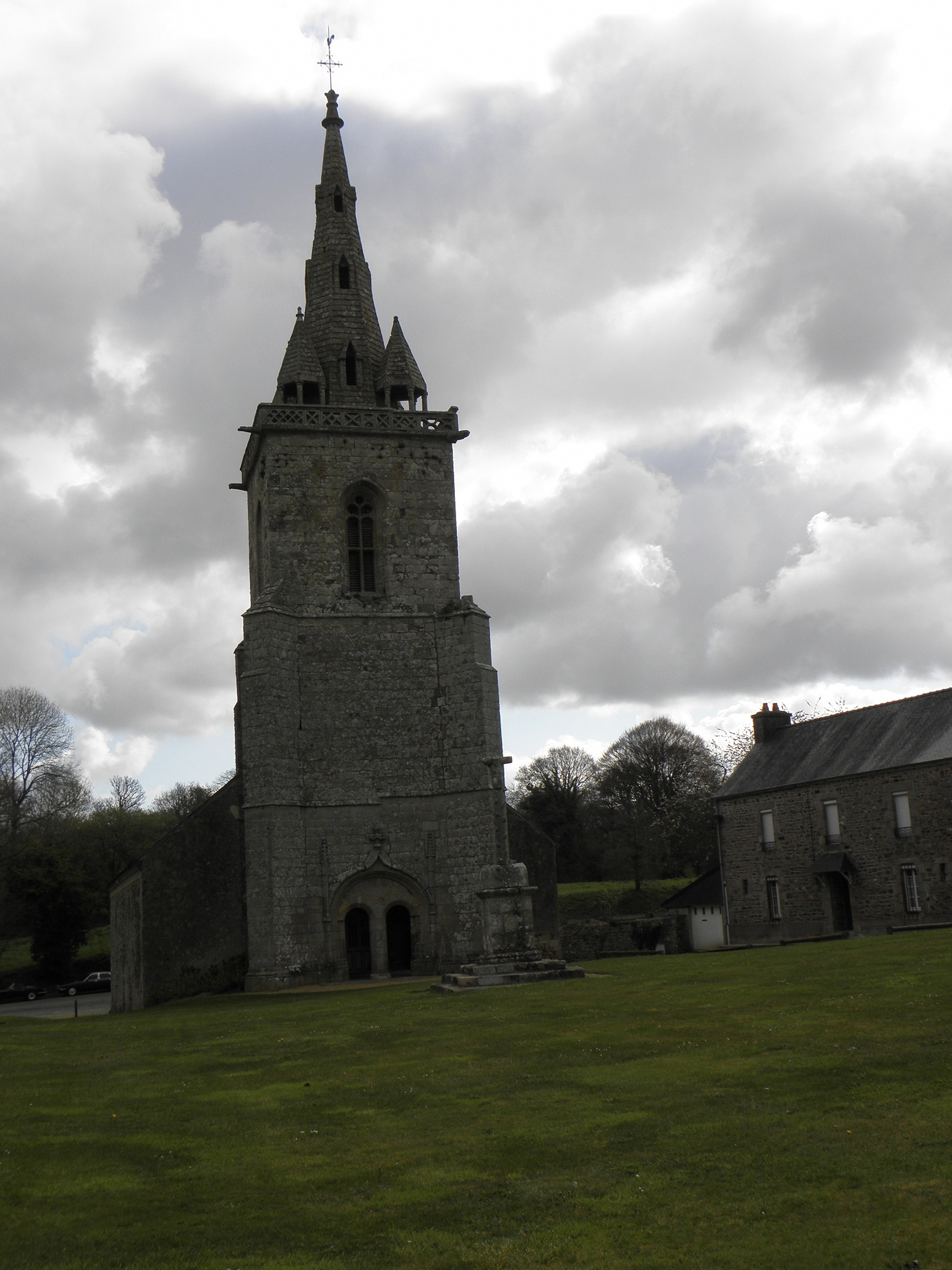
Часовня Нотр-Дам-де-л’Иль
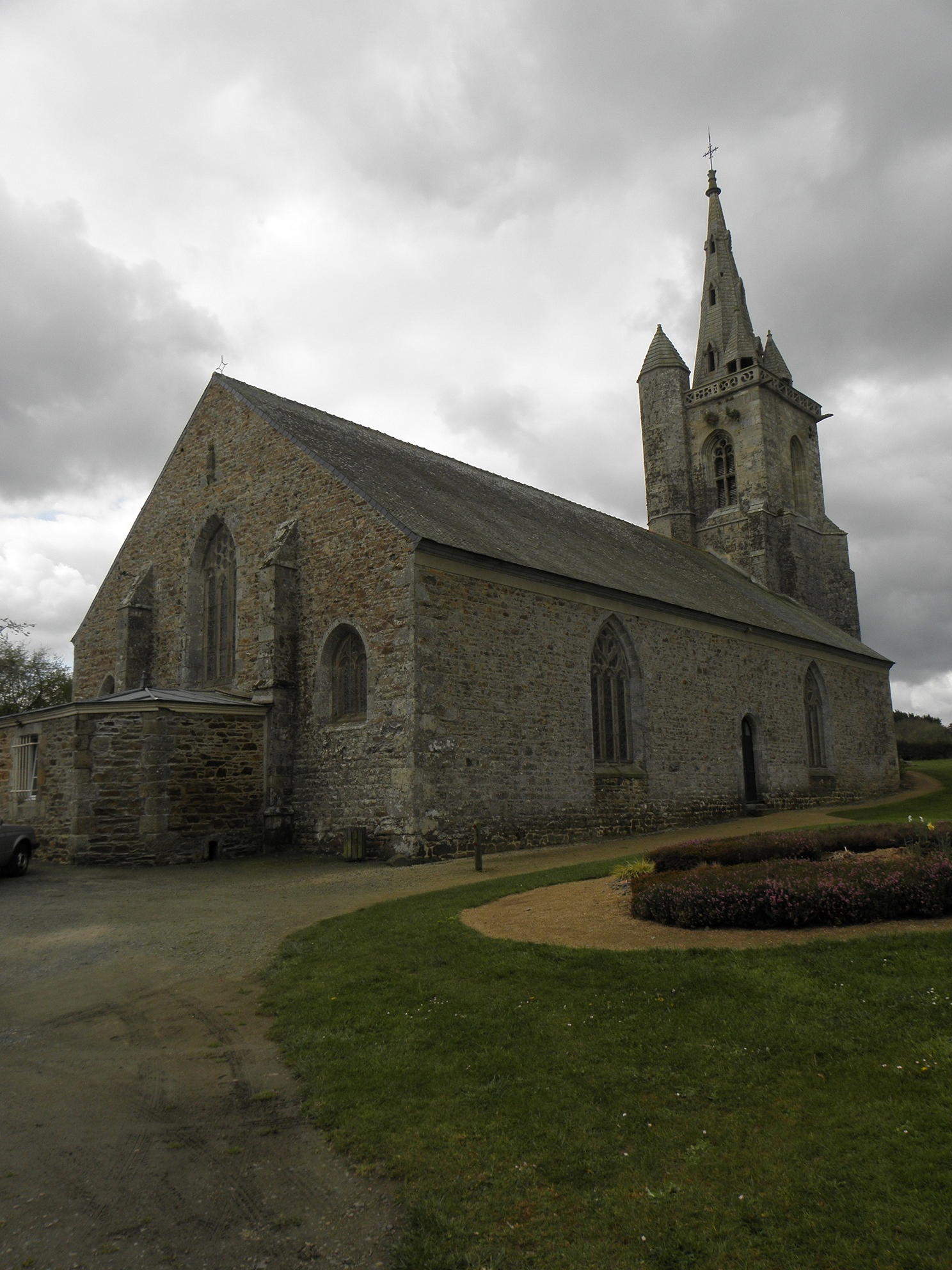
Часовня Нотр-Дам-де-л’Иль
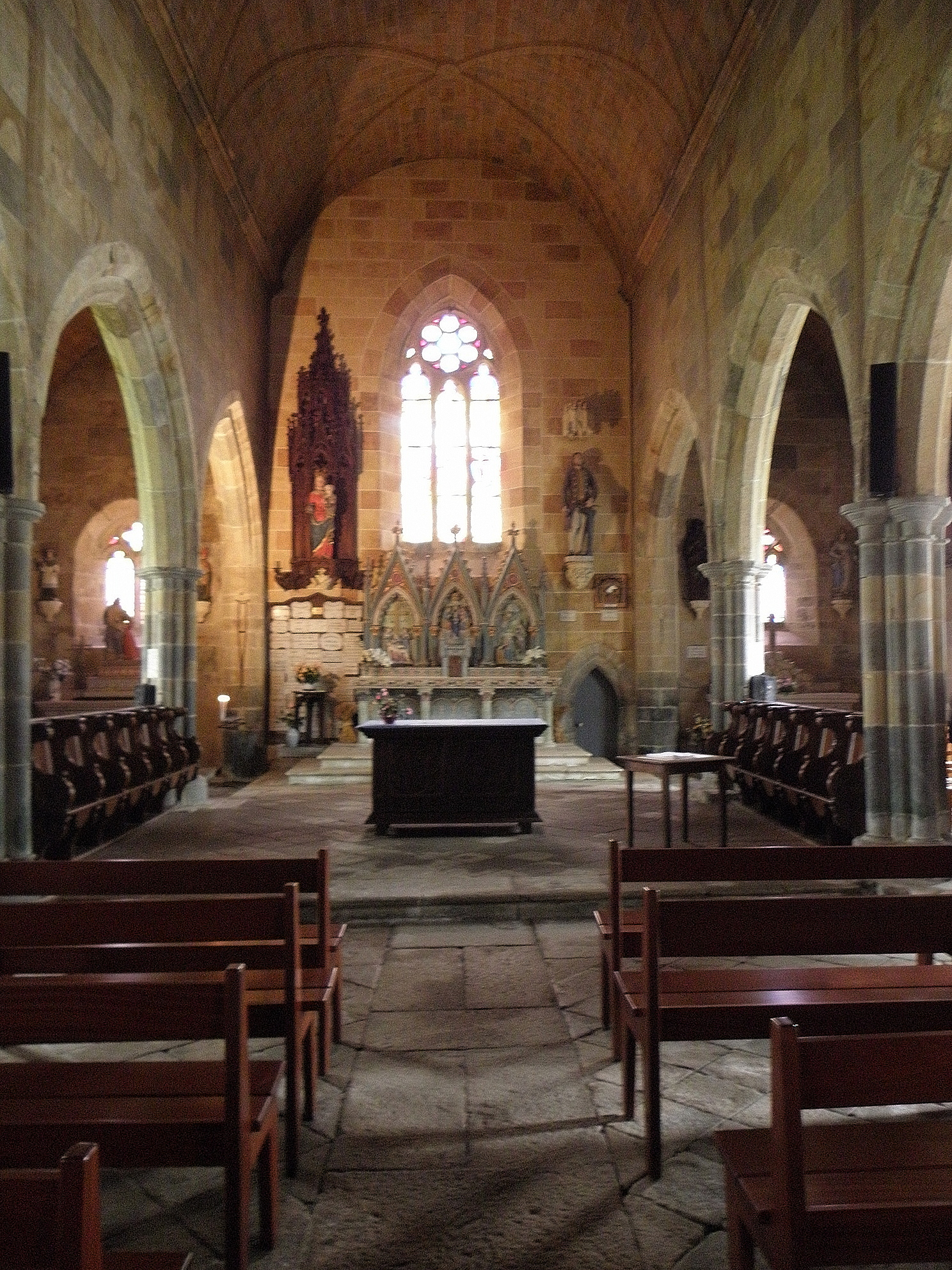
Интерьер часовни Нотр-Дам-де-л’Иль
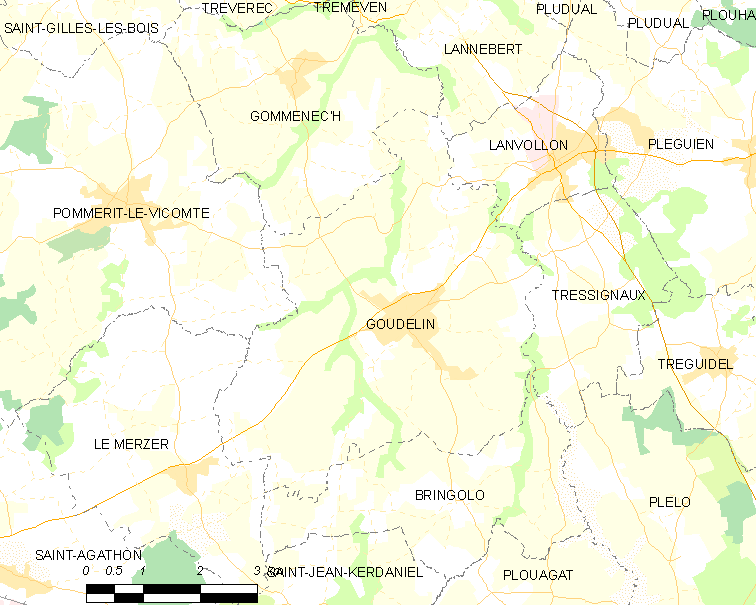
Карта коммуны